# Bataille de la ligne Svatove-Kreminna
Pour les articles homonymes, voir Bataille de Kreminna.
Invasion de l'Ukraine par la Russie
Batailles
Offensive de Kiev (Jytomyr, Kiev) : 
- 1re Hostomel
- Tchernobyl
- Ivankiv
- Kiev
- 2e Hostomel
- Vassylkiv
- Boutcha
- Irpin
  - Bombardement de réfugiés
- Jytomyr
- Mochtchoun
- Makariv
- Brovary

Offensive du Nord (Tchernihiv, Soumy) :
- Hloukhiv
- Slavoutytch
- Bombardements
- Soumy
- Trostianets
- Tchernihiv
- Okhtyrka
- Lebedyn
- Konotop
- Romny
- Desna
- Escarmouches frontalières

Russie  (Briansk, Belgorod) :
- Incursions en Russie occidentale
  - Oblast de Briansk
  - Oblasts de Belgorod et de Koursk
    - Incursions de 2024

  - Bombardement de Belgorod
- Oblast de Koursk (août 2024)

Campagne de l'Est (Donetsk, Louhansk, Kharkiv)
Kharkiv :
- 1re Kharkiv
  - Tchouhouïv
  - Bombardements : en février
  - en mars
  - en avril
  - du bâtiment administratif
- Izioum
- 2e Kharkiv
  - Balaklia
  - 1re Koupiansk
  - Chevtchenkove
- 3e Kharkiv

Nord du Donbass:
- Starobilsk
- Sloviansk
  - Dovhenke
  - 1re Lyman
  - Sviatohirsk
  - Bohorodychne et Krasnopillia
  - Bombardements : Bilohorivka
  - Kramatorsk
- Sievierodonetsk
  - Kreminna
  - Donets
  - Roubijné
  - Popasna
  - Tochkivka
  - Massacre
- Lyssytchansk
- 2e Kharkiv
  - Balaklia
  - 1re Koupiansk
  - Chevtchenkove
  - 2e Lyman
- Oblast de Louhansk
  - Ligne Svatove-Kreminna
  - Serebryansky
  - 2e Koupiansk

 Centre du Donbass:
- Horlivka
- Popasna
- Svitlodarsk
- Bakhmout
  - Soledar
- Siversk
- Tchassiv Iar
- Toretsk

Sud du Donbass :
- Volnovakha
- Marioupol
  - Bombardements : de l'hôpital
  - du théâtre
  - de l'école d'art
- Pisky
- Vouhledar
  - Pavlivka
- Marïnka
- Contre-offensive de 2023
- Avdiïvka
- Novomykhaïlivka
- Pokrovsk
  - Krasnohorivka
  - Toretsk
- Bombardements :
- Makiïvka
- Donetsk

Campagne du Sud (Mykolaïv, Kherson, Zaporijjia)
- 1re Kherson
- Odessa
- Melitopol
- Mykolaïv
  - Bombardements : à fragmentation
  - du bâtiment administratif
- 1re Berdiansk
- Zaporijjia
- Tchornobaïvka
- Enerhodar
- Voznessensk
- Houliaïpole
- Davydiv Brid
- 2e Berdiansk
- Nova Kakhovka
- 2e Kherson
  - Doudtchany
- Dniepr
- Tchoulakivka
- Contre-offensive de 2023
  - Robotyne

Frappes aériennes dans l'Ouest et le Centre de l'Ukraine
- Lviv (02/2022)
- Vinnytsia (03/2022)
- Yavoriv (03/2022)
- Deliatyne (03/2022)
- Dnipro

Guerre navale
- Île des Serpents (02/2022)
- Moskva (04/2022)

Attaques en Crimée
- Novofedorivka (08/2022)
- Djankoï (08/2022)
- Pont de Crimée (10/2022)
- Base navale de Sébastopol (10/2022)
- Pont de Crimée (07/2023)
- Base navale de Sébastopol (09/2023)

Débordement
- Aéroport de Millerovo
- Sabotages en Russie
- Attaques en Transnistrie
- Sabotage des gazoducs Nord Stream
- Terrain d'entraînement militaire de Soloti
- Explosions en Pologne
- Bases aériennes de Dyagilevo et Engels-2
- Base aérienne de Minsk-Matchoulichtchi
- Crise russo-moldave de 2023
  - Accusations de tentative de coup d'État en Moldavie
- Incident de drone de 2023 en mer Noire
- Rébellion du groupe Wagner

Massacres
- Tchernihiv
- Boutcha
- Borodianka
- Olenivka
- Izioum

La bataille de la ligne Svatove-Kreminna, également appelée seconde bataille de Kreminna, est une bataille en cours entre la Russie et l'Ukraine pour le contrôle des villes de Kreminna et de Svatove dans l'est de l'Ukraine. La bataille commence le 2 octobre 2022, un jour après que l'armée ukrainienne a repris la ville voisine de Lyman.

## Contexte
Lors du déclenchement de l'invasion russe de l'Ukraine en 2022 le 24 février 2022, Svatove est occupée à partir du 6 mars par l'armée russe et ses auxiliaires de la république populaire de Lougansk. La ville devient de facto un important centre logistique pour l'acheminement du matériel militaire russe acheminé de la frontière vers les fronts situés plus au sud (Kreminna et Sievierodonetsk) et vers l'ouest (Koupiansk).
À la suite de l'offensive ukrainienne de Kharkiv (septembre 2022), et l'avancée rapide des troupes ukrainiennes vers Koupiansk, plusieurs rapports signalent l'évacuation de la ville par les troupes russes,. Le 14 septembre, celles-ci reviennent néanmoins occuper Svatove, évitant de justesse un effondrement rapide du front nord. Peu de temps après la déclaration de mobilisation partielle du 21 septembre par le président russe Vladimir Poutine, des conscrits nouvellement recrutés sont directement envoyés à Svatove sur le front et contrer les avancées ukrainiennes, certains après seulement deux jours d'entraînement.
Pour stopper les avancées ukrainiennes, le gouverneur de l'oblast de Louhansk, Serhiy Haidaï annonce que les forces russes minent toutes les routes menant à Svatove et Kreminna, autres cibles plus au sud que les forces ukrainiennes tentent de reprendre. Le 25 octobre, M. Haidaï souligne que les troupes russes minent également les rives de la rivière Krasna près de Svatove.
S'agissant de Kreminna (en ukrainien : Кремінна), c'est une ville de 20 000 habitants, située dans l'oblast de Louhansk, dans la région industrielle du Donbass. Kreminna a été la première ville à tomber aux mains de l'armée russe lors de l'offensive du Donbass annoncée par la Russie le 18 avril. La ville est une position stratégique, puisque l'autoroute R-66 passant par Kreminna est une importante route d'approvisionnement pour le camp qui la contrôle.

## Unités engagées
Ukraine
- 5e brigade Slobojhanska de la Garde nationale[12]
- 92e brigade mécanisée
- 128e brigade d'assaut de montagne

 Russie
- 20e armée de la Garde
- 3e division de fusiliers motorisés
- 144e division de fusiliers motorisés de la Garde
- 155e brigade de marine de la Garde
- 346e régiment de fusiliers motorisés
- 362e régiment de fusiliers motorisés
- 488e régiment de fusiliers motorisés de la Garde
- BARS 13[2] (légion russe sous le commandement de Sergueï Fomchenkov)
- BARS 16[2] (cosaques du Kouban)

## Déroulement

### Avancées à l'est d'Oskil (octobre 2022 - janvier 2023)
Dans la nuit du 27 au 28 septembre, les forces ukrainiennes traversent la rivière Donets à Dronivka, prennent d'assaut le parc forestier de Siversky Donets et réussissent à bloquer la route critique Kreminna-Torske.
Après la reprise ukrainienne de Lyman le 2 octobre, les forces ukrainiennes poussent vers les frontières de l'oblast de Kharkiv-Louhansk. Elles bombardent intensivement les positions russes à Kreminna, et avancent dans le même temps jusqu'à l'autoroute R-66 qui relie Kreminna et Svatove. Elles attaquent du nord, ainsi que de l'ouest. Le jour suivant, les troupes ukrainiennes avancent vraisemblablement vers un tronçon d'autoroute entre Chervonopopivka et Pishchane, à la fois dans l'oblast de Louhansk et le long de la route Svatove-Kreminna à moins de 5 km au nord de Kreminna. Des sources russes discutent de ces avancées ukrainiennes avec une grande inquiétude et suggèrent que les troupes ukrainiennes se dirigeraient probablement vers la frontière de l'oblast de Louhansk et attaqueraient Kreminna, à 30 km à l'est de Lyman[réf. nécessaire]. Les troupes russes, y compris des éléments du détachement BARS 13 (légion russe sous le commandement de Sergueï Fomtchenkov) et de la 20e armée interarmes, se retirent de la région de Lyman et se rétablissent à Kreminna, où des sources russes affirment que se trouve le nouveau front. Le 29 octobre, l'armée ukrainienne établit le contrôle sur l'autoroute R-66, avec des avancées mineures près de Chervonopopivka.
Le 3 octobre, les forces ukrainiennes reprennent Borova et la ville voisine de Chyikivka. Au sud de ces villes, l'Ukraine reprend les villages d'Izyoumske et de Droujelyoubivka, à la frontière des oblasts de Kharkiv et de Louhansk. Les forces ukrainiennes auraient également avancé vers Tchervonopopivka sur l'autoroute Svatove-Kreminna, bien qu'elles soient repoussées de leurs positions le 5 octobre.
Les 4 et le 5 octobre, les forces ukrainiennes reprennent Bohouslavka et Borivska Andryivka, au nord de Borova. Vers l'est, les forces ukrainiennes conquièrent également Hrekivka et Makiïvka, deux villages de l'oblast de Louhansk. Le 9 octobre, les forces ukrainiennes reprennent Krouhliakivka, contrôlant efficacement tous les villages le long de la rivière Oskil dans l'oblast de Kharkiv.
Entre le 9 et le 13 octobre, les forces ukrainiennes font de petites avancées dans l'oblast de Louhansk, reprenant les villages de Novilioubivka, Nevske, Novoiehorivka, Nadiia et Andriivka, tous au sud-ouest de Svatove. Dans le nord, les forces ukrainiennes reprennent Krokhmalne, sécurisant une section de la frontière de l'oblast de Kharkiv-Louhansk.
Le 24 octobre, les forces ukrainiennes confirment qu'elles ont libéré Karmazynivka, Miassojarivka et Nevske dans l'oblast de Louhansk et Novosadove dans l'oblast de Donetsk. Elles ne sont plus qu'à une vingtaine de kilomètres de Svatove. Des sources russes et ukrainiennes rapportent que l'Ukraine a effectivement pris Nevske et ses territoires alentour le 10 octobre. Cependant, cela correspond à la façon ukrainienne de maintenir le silence opérationnel et d'annoncer officiellement la libération des territoires occupés uniquement après que la Russie ne représente plus une menace pour eux et qu'il est sûr pour l'Ukraine d'annoncer de telles nouvelles.
Le 26 octobre, les forces ukrainiennes signalent des bombardements russes sur Berestove, Perchotravneve et Serhiivka le long de la frontière Kharkiv-Louhansk, indiquant que l'Ukraine a repris les territoires. Les médias ukrainiens revendiquent une bataille acharnée autour de Tchervonopopivka, à 6 km au nord-ouest de Kreminna
Du 29 octobre au 14 novembre, l'Ukraine consolide ses gains et poursuit ses opérations de contre-offensive le long de la ligne Svatove-Kreminna. Les 2 camps multiplient les coups de main et contre-offensives le long de cette ligne. Toutefois, l'armée ukrainienne parvient à établir un contrôle total de tir sur l'importante autoroute R 66  reliant Svatove et Kreminna et parvient même à l'atteindre le 14 novembre, coupant ainsi le ravitaillement russe entre les 2 villes.
Durant le mois de novembre peu d'avancées sont réalisées en raison de la raspoutitsa, bien que de violents combats aient lieu chaque jour. La majorité de la ligne défensive russe dans le nord de l'oblast de Louhansk reste figée, défendue par des conscrits russes nouvellement mobilisés,.
Début décembre, les forces ukrainiennes percent à travers les lignes russes autour de Chervonopopivka, avec des affrontements se concentrant à l'ouest de l'autoroute R-66 connectant Kreminna et Svatove. Le 18 décembre, une vidéo géolocalisée montre les forces ukrainiennes avançant dans la forêt de Serebriansky au sud de Kreminna. Le 25 décembre, le gouverneur de l'oblast de Louhansk, Serhiy Haidaï, déclare que les forces ukrainiennes ont atteint les faubourgs de Kreminna, et que les officiers russes se sont retirés de leur poste de commandement militaire à Kreminna, évacuant le commandement vers Roubijné.
En janvier 2023, la bataille se poursuit pour le contrôle de la ville, dont la périphérie ouest aurait été reprise par les forces ukrainiennes.

### Enlisement du front (depuis février 2023)
Après la chute de Soledar, les forces russes poursuivent leurs opérations offensives à Bilohorivka le 16 janvier. Les forces ukrainiennes repoussent des attaques russes à 24 km au nord de Soledar, à Verkhniokamianske, Spirne, Krasnopolivka, Sil et Bilohorivka. Les images géolocalisées montrent les progrès mineurs des forces russes au nord de Bilohorivka,. Début février 2023, les troupes russes multiplient les attaques dans les régions de Bilohorivka et Kreminna, afin d'identifier les points faibles de la défense des Forces armées ukrainiennes. Les forces ukrainiennes maintiennent toujours une présence à Bilohorivka le 7 février, malgré les affirmations répétées de sources russes selon lesquelles la Russie a conquis la ville. Les forces russes font des avancées limitées près de Bilohorivka le 23 mars, le 12 avril et le 22 mai.
Dans la nuit du 26 au 27 janvier 2023, les forces russes commencent à se préparer à une nouvelle offensive à l’ouest de Kreminna, lançant de petites attaques terrestres près de Dibrova. Des affrontements éclatent le long du front, les forces russes menant des attaques contre les positions ukrainiennes à Chervonopopivka, Ploshchanka, Nevske et à l'ouest de Kreminna. Une grande partie des combats et des contre-attaques entre Ploshchanka et Kreminna au cours de cette période sont menées par la 144e division de fusiliers motorisés de la Garde, selon l'ISW.
Du 8 au 9 février, des sources gouvernementales ukrainiennes et des analystes indépendants annoncent le début d'une offensive russe le long de la ligne Svatove-Kreminna,. Selon Leonid Passetchnik, président de la république populaire de Lougansk, l'Ukraine déploie des renforts dans la région, rendant la situation « très difficile ». Les attaques terrestres russes sont généralement menées en petits groupes d'une quinzaine d'hommes d'après un soldat ukrainien combattant à Kreminna.
Le 24 mars, les Ukrainiens affirment avoir tué ou blessé 183 soldats russes et avoir fait deux prisonniers lors de combats à l'est de Koupiansk et de Lyman. Ils revendiquent également la destruction de 10 chars T-80 et T-90 au cours de la semaine précédente. En outre, le 26 mars, 100 soldats russes auraient été tués et emmenés à la morgue de Troïtske. 140 autres blessés graves auraient été transportés vers des hôpitaux pour y recevoir des soins médicaux. Le 5 avril, les Ukrainiens affirment avoir détruit 10 autres chars T-90 pendant les combats,.
Le 8 mai, les Ukrainiens revendiquent la destruction de deux chars russes (un T-80 et un T-90), 50 soldats russes tués et  96 autres blessés lors de combats dans l'oblast de Louhansk. Les images de géolocalisation publiées le 31 mai montrent une légère avancée des troupes russes au sud-est de Massioutivka.
Au milieu de la contre-offensive ukrainienne de 2023, au cours de laquelle les forces russes occupent des positions défensives sur la grande majorité du front, la ligne Svatove-Kreminna est l'une des seules zones où elles sont encore à l'offensive. Les  19 et 20 juin 2023, les forces russes intensifient leurs opérations offensives sur la ligne Svatove-Kreminna, mais aussi en direction de Koupiansk et à l'ouest de Kreminna. Le 14 juin, une importante garnison russe de la 20e armée attend un discours du général de division Soukhrab Akhmedov derrière le front dans l'oblast de Louhansk lorsque le rassemblement est attaqué par des frappes provenant d'un M142 HIMARS ukrainien. Des rapports provenant de sources ukrainiennes et russes indiquent cent soldats tués et cent autres blessés. Le 20 juin, les forces ukrainiennes repoussent les attaques russes près de Spirne. Le 22 juin, des images montrent les forces ukrainiennes repoussant les attaques des forces russes Storm-Z, du 80e régiment de chars de la Garde et des forces spéciales Akhmat (Kadyrovtsy) dans la forêt de Serebrianka.
Le 11 juillet, les forces russes entrent dans la partie orientale du village de Torske, à 15 kilomètres à l'ouest de Kreminna. Le 13 juillet, un responsable ukrainien signale que les forces russes massent de grandes quantités de moyens en direction de Koupiansk et Lyman, notamment des forces aéroportées, des formations d'infanterie non précisées, des unités de réserve BARS, des éléments de défense territoriale et de petites compagnies militaires privées. Le 16 juillet, selon des sources russes, le général de division Ramil R. Ibatoulline, commandant de la 90e division de chars de la Garde, a été arrêté à cause d'« échecs militaires » sur le front de Louhansk.
Le 17 juillet, les forces russes poursuivent également leurs attaques terrestres limitées au sud-ouest et au sud de Kreminna, mais sans grand succès. Le 5 août, la Russie revendique la prise du village de Novosselivske, alors qu'elle lance davantage d'attaques dans le nord-est pour tenter de détourner les forces ukrainiennes de la campagne dans le sud. La prise du village est confirmée par des images géolocalisées le même jour.

## Implication de conscrits russes nouvellement mobilisés
Le 5 novembre, le média en ligne d'opposition russe Verstka, annonce que les forces ukrainiennes ont attaqué un bataillon de soldats russes fraîchement mobilisés, tuant des centaines de soldats près du village de Makiïvka (40 km au sud-est de Svatove), assiégé depuis le 2 novembre. Le bataillon russe était formé de conscrits de la région russe de Voronej, proche de l'Ukraine, et était censé rester à 15 kilomètres de la ligne de front. Il aurait toutefois été déployé sans équipement approprié dans la nuit du 2 novembre et abandonné par ses officiers au moment des premières frappes d'artillerie ukrainiennes.
Citant plusieurs survivants du bataillon, Vertska parle de trois jours de bombardements continus par l’artillerie ukrainienne sur un bataillon de 570 combattants russes, dont seuls 40 auraient survécu. « On nous a balancés en première ligne, on nous a dit de creuser des tranchées mais nous n’avions que trois pelles par bataillon. Nous n’avions aucun soutien. Artillerie, roquettes, mortiers et hélicoptères nous ont bombardés sans relâche », raconte un survivant à Verstka. « Un drone ukrainien nous a survolés, puis leur artillerie a commencé à nous pilonner, pendant des heures, sans arrêt. J'ai vu des hommes déchiquetés près de moi et une grande partie de notre unité a été perdue, détruite. C'était l'enfer. », rapportent d'autres soldats russes au quotidien britannique Guardian. Toujours d'après eux, seuls 130 conscrits environ, sur les 570 déployés ce jour-là, auraient survécu.
D'autres rapports font état de pertes importantes similaires sur d'autres fronts (notamment la 155e brigade d'infanterie navale à Pavlivka), ajoutant aux polémiques sur l'utilisation des nouveaux conscrits comme de la « chair à canon ». Ces polémiques viennent s'ajouter à celles de la traversée catastrophique de la rivière Donets par plusieurs bataillons russes en mai 2022 et aux critiques des tactiques jugées datées et anachroniques du haut commandement russe.
De son côté, le ministère de la Défense russe continue d'affirmer que les soldats nouvellement conscrits et sans expérience militaire (à la suite de la mobilisation russe de 2022) sont entraînés pendant plusieurs mois sur des bases en Russie ou bien directement en Ukraine, mais loin du front. Il précise que « grâce aux mesures des commandants, les pertes ne dépassent pas 1 % du personnel combattant et 7 % de blessés, dont une partie significative a déjà repris du service ».